# 马伊埃拉
马伊埃拉（義大利語：Maierà），是意大利科森扎省的一个市镇。总面积17平方公里，人口1263人，人口密度74.3人/平方公里（2009年）。ISTAT代码为078071。